# سالویستا، کنتاکی
سالویستا (به انگلیسی: Salvisa) یک منطقهٔ مسکونی در ایالات متحده آمریکا است که در شهرستان مرسر، کنتاکی واقع شده‌است. سالویستا ۴۲۰ نفر جمعیت دارد و ۲۴۵٫۹۸ متر بالاتر از سطح دریا واقع شده‌است.